# Timothée Chalamet
Pour les articles homonymes, voir Chalamet.
Timothée Chalamet, né le 27 décembre 1995 à New York, est un acteur franco-américain.
Il est révélé au grand public grâce à son rôle d'Elio Perlman dans le film romantique Call Me by Your Name en 2017, pour lequel il obtient une nomination au Golden Globe ainsi qu'à l'Oscar du meilleur acteur. Il devient alors le plus jeune acteur nommé dans cette catégorie en quatre-vingts ans.
Depuis ce succès, il alterne entre films indépendants et super-productions. Naviguant entre les genres, il compte parmi ses films les plus notoires Interstellar (2014), Les Filles du docteur March (2019), Don't Look Up : Déni Cosmique (2021), The French Dispatch (2021), la franchise Dune (2021 et 2024), Wonka (2023) et Un parfait inconnu (2024) pour lequel il remporte le Screen Actors Guild Award du meilleur acteur et décroche une nouvelle nomination à l'Oscar du meilleur acteur.
Il devient en peu de temps un collaborateur fréquent des cinéastes Luca Guadagnino et Greta Gerwig, et tourne sous la direction d'autres réalisateurs de renom tels que Wes Anderson, Denis Villeneuve, Woody Allen ou Christopher Nolan.

## Biographie

### Origines et enfance
Timothée Hal Chalamet naît le 27 décembre 1995 dans le quartier de Hell's Kitchen, à New York,. Il est le fils du Français Marc Chalamet (né en 1953 à Nîmes), diplômé de l'Institut d'études politiques de Lyon, journaliste, correspondant du Parisien à New York, éditeur à l'UNICEF. Sa mère est l'Américaine Nicole Flender (née en 1958 à New York), diplômée d'une licence de français à Yale, précédemment actrice, danseuse à Broadway, professeur de danse et professeur de français puis agent immobilier, de luxe à New-York.
La famille de sa mère, d'origine juive de Russie et d'Autriche,, est très présente dans le cinéma : son grand-père maternel est le scénariste Harold Flender, son oncle Rodman Flender (en) est réalisateur et producteur ; et sa tante Amy Lippman, épouse du précédent, est également productrice,.
Durant sa jeunesse, la famille Chalamet vit au Manhattan Plaza, un gratte-ciel à vocation sociale dont 75 % des logements sont statutairement loués à des artistes du spectacle vivant, dans le quartier de Hell's Kitchen. Il étudie à l'école secondaire LaGuardia pour jeunes artistes, d'où il sort diplômé en 2013. Sa sœur aînée, Pauline Chalamet, est également actrice et vit à Paris.
Depuis son enfance, Timothée Chalamet et sa famille passent régulièrement des vacances au Chambon-sur-Lignon, en Haute-Loire, dans une maison où habitaient son grand-père paternel, Roger Chalamet, pasteur venu de Saint-Étienne, et sa grand-mère canadienne Jean. Timothée Chalamet a mentionné que ces séjours en France sont la cause de ses difficultés à définir son identité à la frontière de plusieurs cultures.
De nationalité américaine et française, il parle couramment l'anglais et le français,,.

### Carrière professionnelle

#### 2008-2016: débuts de carrière

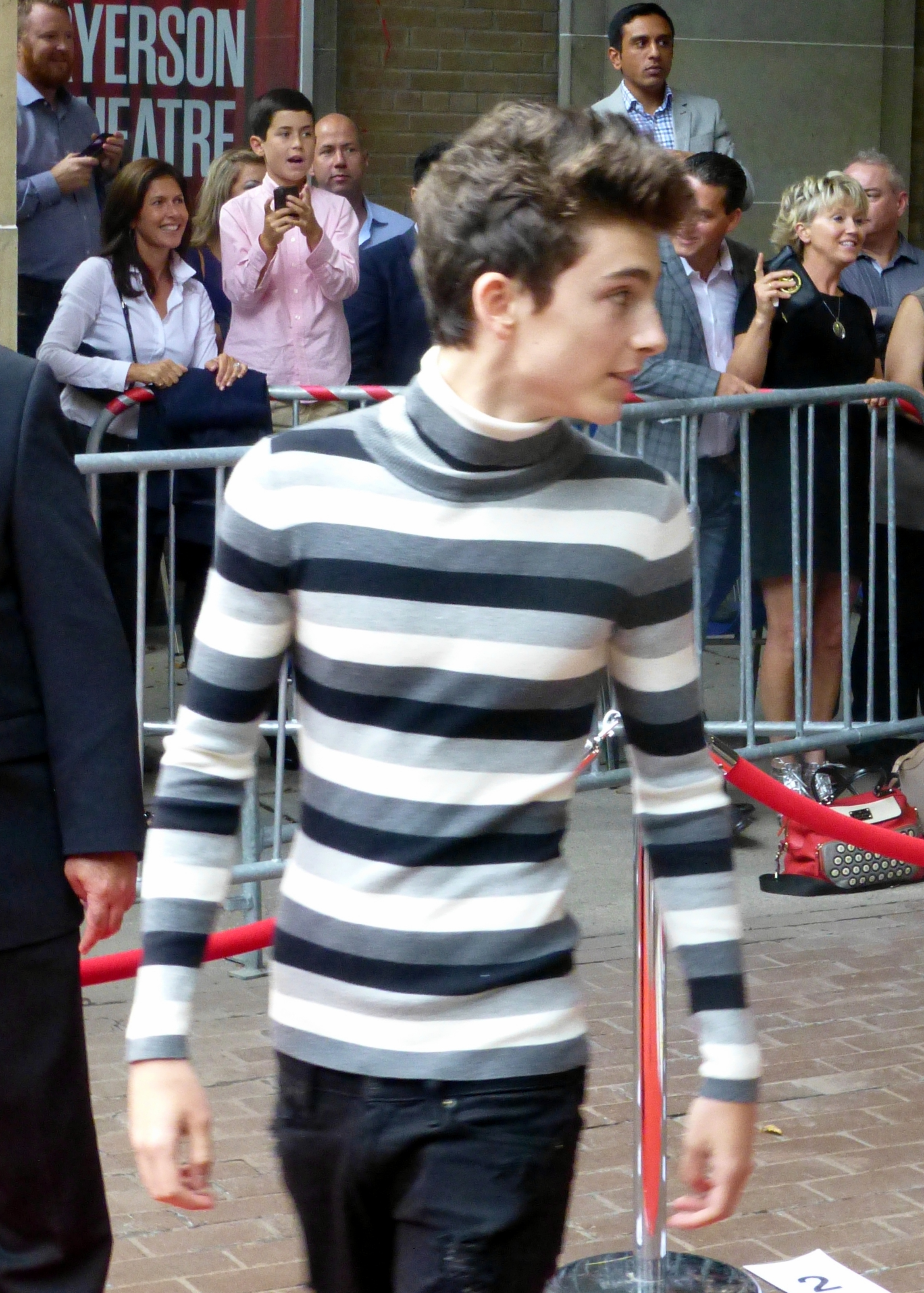
Timothée Chalamet à l'avant première de Men, Women and Children (2014).

Enfant, Timothée Chalamet apparaît dans plusieurs publicités et joue dans deux courts métrages d'horreur, avant de faire ses débuts à la télévision dans un épisode de la série policière New York, police judiciaire, où il joue une victime assassinée. Il a ensuite un rôle mineur dans le téléfilm Un mariage de raison (Loving Leah) de Jeff Bleckner (2009). En 2011, il fait ses débuts sur scène dans la pièce Off-Broadway The Talls, une comédie de passage à l'âge adulte située dans les années 1970, dans laquelle il joue Nicholas, un jeune sexuellement curieux de douze ans. En 2012, il a des rôles récurrents dans la série dramatique Royal Pains et dans la série Homeland dans laquelle il joue Finn Walden, le fils rebelle du vice-président. Avec le reste de la distribution, il est nommé pour un Screen Actors Guild Award de la meilleure distribution pour une série télévisée dramatique par la Screen Actors Guild.
Il fait ses débuts au cinéma en 2014, dans Men, Women and Children de Jason Reitman, dans lequel il joue un rôle mineur. Ce film lui permet de tourner avec Emma Thompson et Ansel Elgort. La même année, il interprète le rôle de Tom Cooper, le fils du personnage de Matthew McConaughey, dans Interstellar de Christopher Nolan. Toujours au cours de la même année, il joue la plus jeune version du second rôle dans la comédie Worst Friends (en). En 2015, il joue le rôle de Zac dans le thriller fantastique One & Two (en) d'Andrew Droz Palermo (en). Le film est présenté pour la première fois à la Berlinale, où il reçoit des critiques, principalement mitigées, avant sa sortie en salle limitée. Il joue ensuite la version adolescente du personnage de James Franco, Stephen Elliott, dans Beyond Lies (The Adderall Diaries) de Pamela Romanowsky. Il joue Charlie Cooper, le petit-fils maussade des personnages de Diane Keaton et John Goodman, dans la comédie de Noël Love the Coopers, qui trouve peu d'admirateurs parmi les critiques. En février 2016, il joue le rôle de Jim Quinn dans la pièce autobiographique Prodigal Son au Manhattan Theatre Club. Il reçoit des critiques élogieuses pour sa performance et se voit nommé pour le Drama League Award for Distinguished Performance. Il partage également la vedette face à Lily Rabe et Lili Reinhart dans le film indépendant Miss Stevens.
Chalamet estime avoir été victime de body shaming au début de sa carrière, les directeurs de casting le jugeant trop mince pour jouer dans les sagas teen movie à gros budgets en vogue dans les années 2010.

#### 2017-2019: reconnaissance internationale

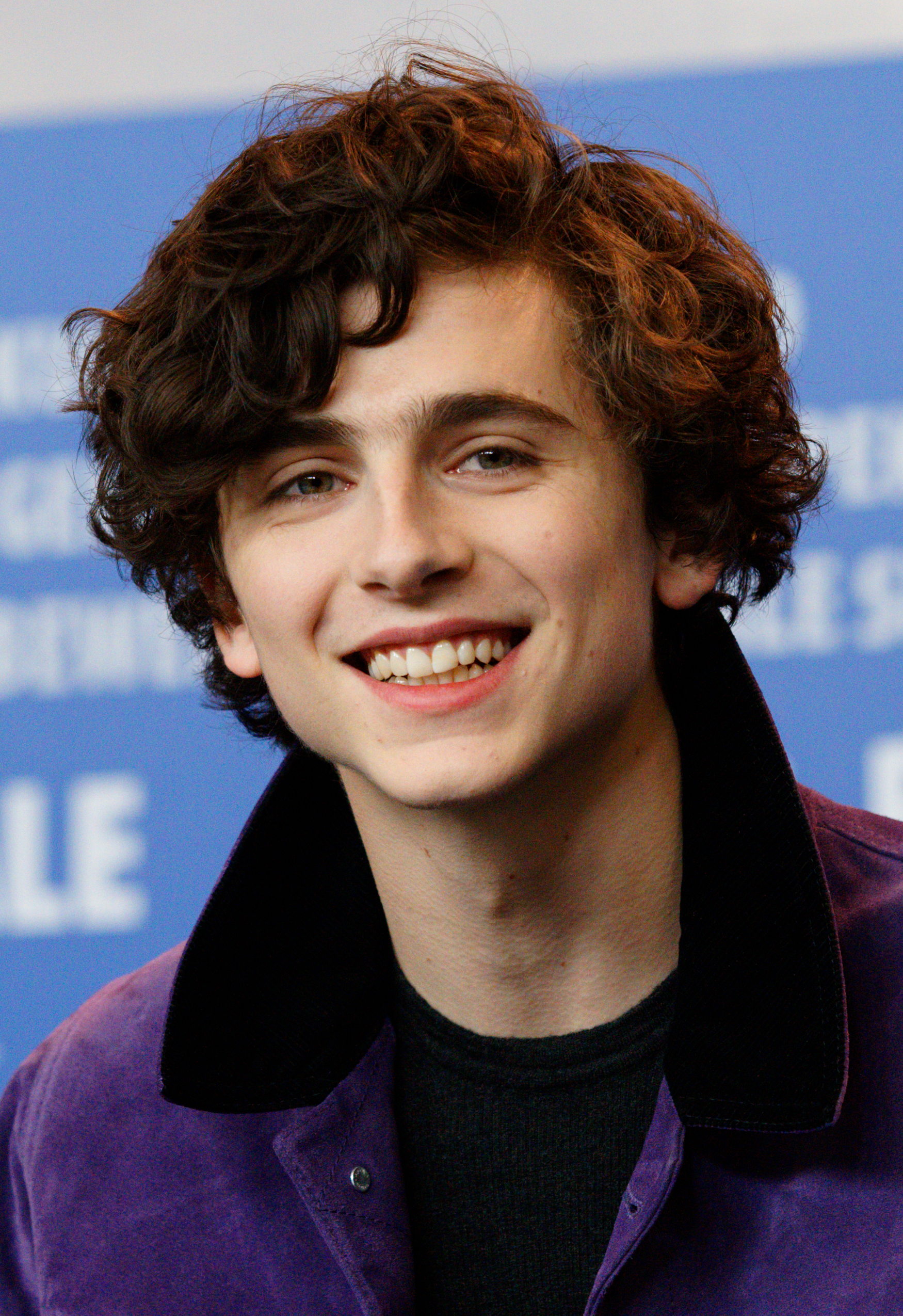
Timothée Chalamet lors de la Berlinale 2017.

En 2016, la carrière de Timothée Chalamet prend un tournant quand il fait la rencontre du réalisateur italien Luca Guadagnino. Ce dernier, qui l'a découvert au théâtre quelques années auparavant dans la pièce Prodigal Son, lui propose de devenir la tête d’affiche de la romance homosexuelle Call Me by Your Name, une adaptation d'un roman de l'écrivain André Aciman. 
Emballé par le projet et la perspective de jouer aux côtés d'Armie Hammer, le jeune acteur accepte et se remet à la pratique du piano ; il apprend également l'italien et peaufine son français, le long-métrage mélangeant plusieurs langues. Le film comporte également de nombreuses scènes de sexe explicites, dont une dans laquelle son personnage d'Elio se masturbe avec une pêche. D’abord réticent à l’idée de tourner une telle scène, Timothée Chalamet est convaincu par le cinéaste et scénariste du film James Ivory. Call Me by Your Name sort en salle un an plus tard.
D'abord présenté dans des festivals de cinéma indépendant, grâce à un bouche-à-oreille efficace et de très bonnes critiques, Call Me by Your Name gagne en visibilité. Pendant un temps, il est même question de développer une suite au film adaptée du second roman de l'auteur et qui suit les personnages de Chalamet et Hammer vingt ans plus tard.

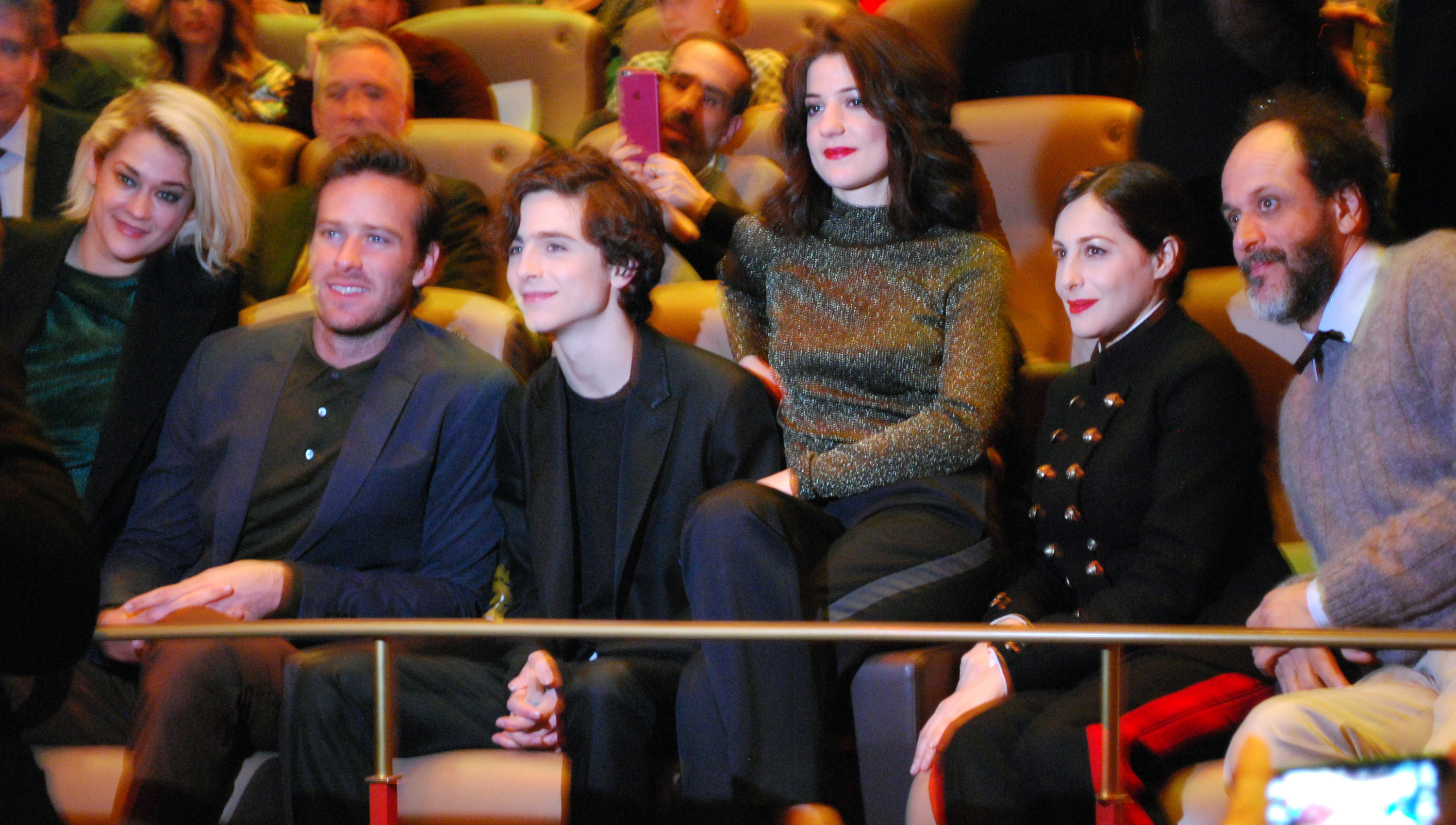
Lors de la Berlinale en 2018 avec les autres membres de l'équipe de Call Me by Your Name.

Pour son interprétation d'Elio dans Call Me by Your Name (2017), il décroche des nominations aux Golden Globes, Bafta et enfin à l'Oscar du meilleur acteur, en 2018. L'artiste devient alors le plus jeune acteur nommé pour un Oscar à l'âge de vingt-deux ans. Les portes d’Hollywood s’ouvrent à lui, et il commence à recevoir de nombreuses propositions de films de la part de grands réalisateurs ; il devient un sex-symbol de la génération Z[réf. nécessaire]. Ce phénomène est notamment retracé par un essai de la journaliste Aline-Laurent Mayard.

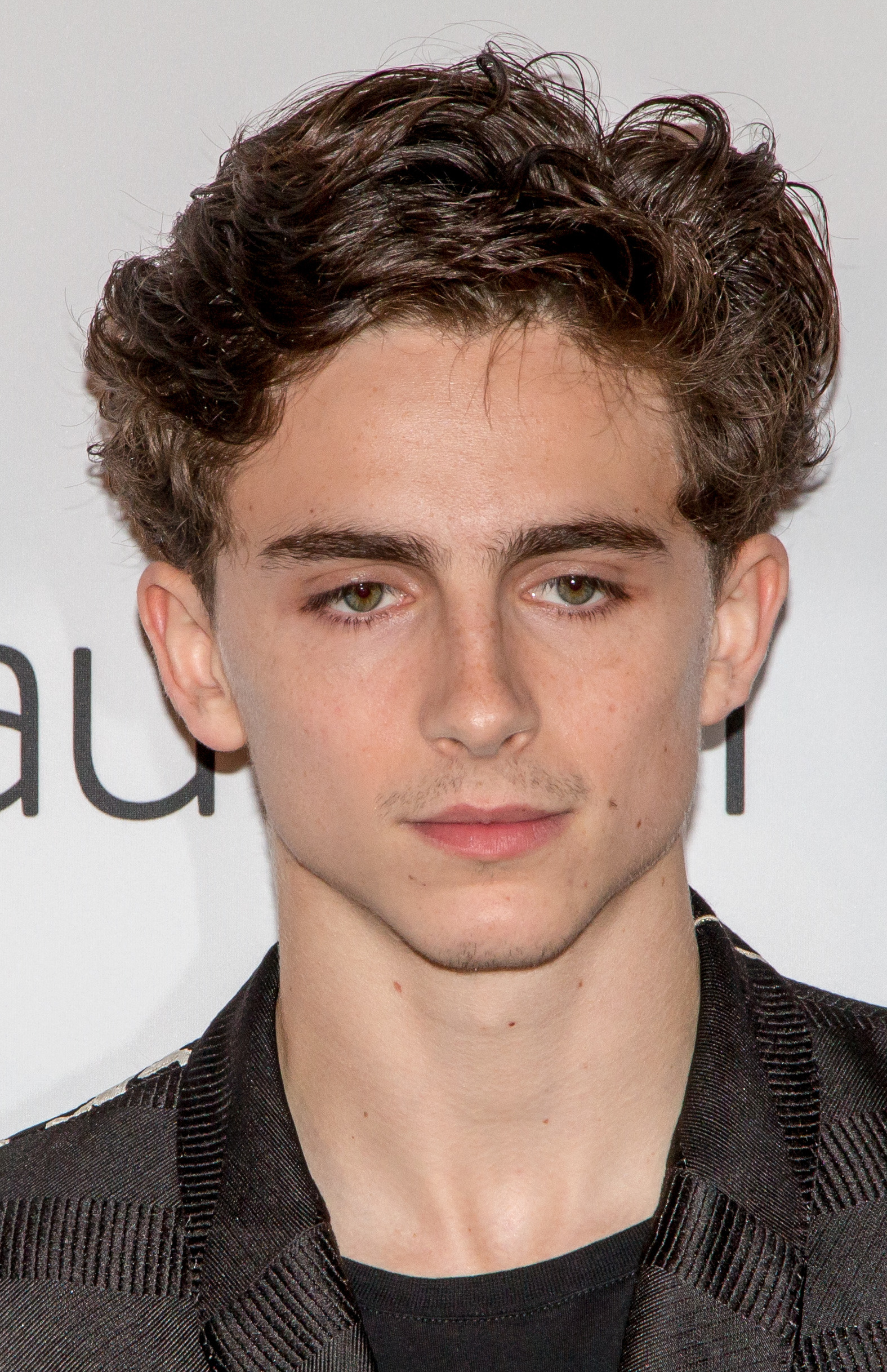
Timothée Chalamet en 2018.

En 2018, la réalisatrice Greta Gerwig l’embauche pour tenir un second rôle, celui d’un adolescent rebelle, dans Lady Bird, face à l’actrice irlandaise Saoirse Ronan, cette dernière interprétant le rôle principal du film. Deux ans plus tard, le trio se reforme sur une nouvelle adaptation des Filles du Docteur March, d’après le best-seller américain de l’écrivaine Louisa May Alcott. Dans le film, Timothée Chalamet reprend le rôle de Laurie. Quant à Saoirse Ronan, elle interprète le rôle de Jo March, l’anticonformiste de la famille. Tourné en un an, Les Filles du Docteur March lui permet de donner la réplique à des actrices reconnues comme Laura Dern et Meryl Streep. Ses deux collaborations avec Greta Gerwig sont toutes deux des succès critiques et les films reçoivent des nominations aux Oscars.
La même année, il fait une brève apparition dans le western Hostiles, aux côtés de Christian Bale, avant de partager l'affiche aux côtés de Steve Carell dans le film biographique My Beautiful Boy du Belge Felix Van Groeningen. Dans le long-métrage, il joue un jeune homme addict à la drogue, dont la relation avec son père se dégrade en raison de ses problèmes. Pour son travail sur My Beautiful Boy, il gagne au Hollywood Film Award le prix du meilleur acteur dans un second rôle et obtient une seconde nomination aux Golden Globes dans la catégorie « meilleur acteur dans un second rôle ». Son film suivant est une comédie romantique écrite et mise en scène par Woody Allen. Intitulée Un jour de pluie à New York (A Rainy Day in New York), il partage l'affiche aux côtés de Selena Gomez et Elle Fanning. Pendant deux ans, la sortie du film sera suspendue, Amazon Studios, qui produit le film, mettant fin à son partenariat avec le cinéaste, en raison des accusations d'agressions sexuelles le visant. Mars Films finit par distribuer le film en Europe en 2019.

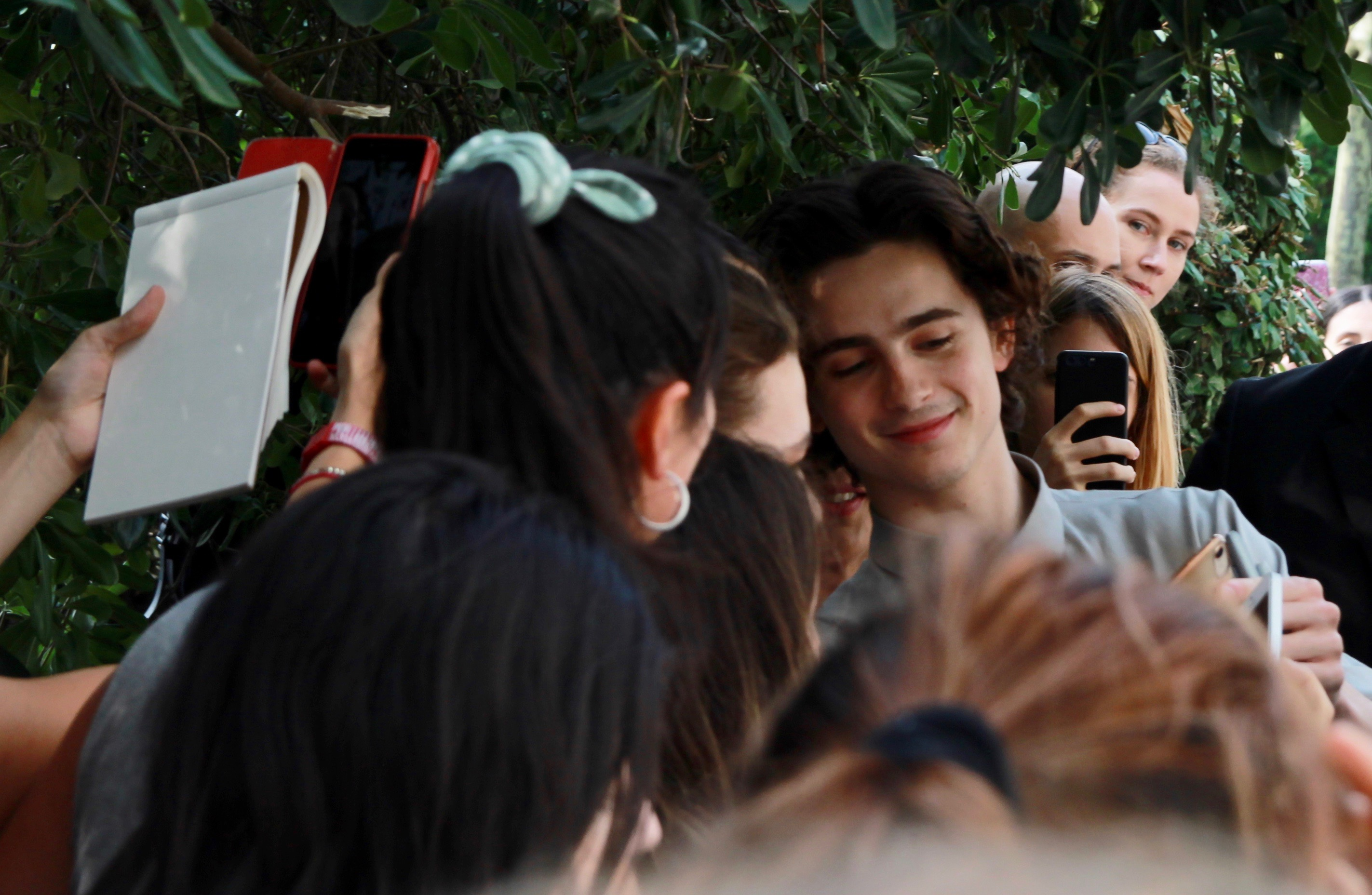
L'acteur à Venise en 2019 pour la présentation de son film Le Roi.

En 2019, il tient le rôle du souverain britannique Henri V dans Le Roi, de David Michôd. Le film est une libre adaptation des pièces de William Shakespeare. Il partage des scènes avec Lily-Rose Depp et Robert Pattinson. L’œuvre est remise en question d'un point de vue véridique par plusieurs historiens. La performance plus noire de l'acteur est saluée par la presse. En décembre 2019, il participe à la neuvième cérémonie des Australian Academy of Cinema and Television Arts Awards (AACTA), où il présente Le Roi. Le film est en tête de liste avec six nominations, dont une pour la performance de Chalamet, mais il ne remporte pas de récompense. En fin d'année, il entame la promotion des Filles du docteur March et rentre en pourparlers avec Walt Disney Pictures pour obtenir le rôle du prince Eric, à la suite du départ d'Harry Styles pour le remake de La Petite Sirène par Rob Marshall. C'est finalement Jonah Hauer-King qui est choisi.

#### Depuis 2020: ascension comme tête d'affiche
Durant la décennie 2020, la carrière d’acteur de Timothée Chalamet gagne en médiatisation. Dans un premier temps, il doit reprendre le chemin des planches de théâtres avec la pièce 400 Miles, aux côtés de l’actrice britannique Eileen Atkins. La pièce sera annulée en raison de la pandémie de Covid-19 qui émerge quelque temps plus tard. La pièce sera reprogrammée trois ans après la fin de la pandémie mais Chalamet se désistera du projet pour des retards d’emploi du temps sur ses films. Seul film de l’acteur sorti cette année-là, la comédie Don't Look Up : Déni cosmique d’Adam McKay, dans laquelle il tient un second rôle aux côtés d’une prestigieuse distribution réunissant Jennifer Lawrence, Leonardo DiCaprio, Jonah Hill, Ariana Grande, et Meryl Streep, qu’il retrouve. Bien accueilli par la presse et les spectateurs, Don’t Look Up devient un symbole du mouvement écologiste. Des manifestations pour le climat seront mises en place et relayées par le hashtag #Don’tLookUp. 
Malgré des restrictions sanitaires dures, il tourne à Angoulême sous la direction du cinéaste Wes Anderson une autre comédie intitulée The French Dispatch, qui aborde les thèmes de la presse et de la jeunesse. Influencé par le cinéma de la Nouvelle Vague, The French Dispatch permet à l’acteur de jouer aux côtés d’artistes autant français qu’américains. Parmi la prestigieuse distribution que réunit le film se trouve Frances McDormand, Tilda Swinton, Saoirse Ronan (avec qui il tourne pour la troisième fois), Guillaume Gallienne, Mathieu Amalric, Cécile de France ou encore la jeune césarisée Lyna Khoudri. Le film sera présenté en sélection officielle du 75e Festival de Cannes, où il reçoit des critiques mitigées.

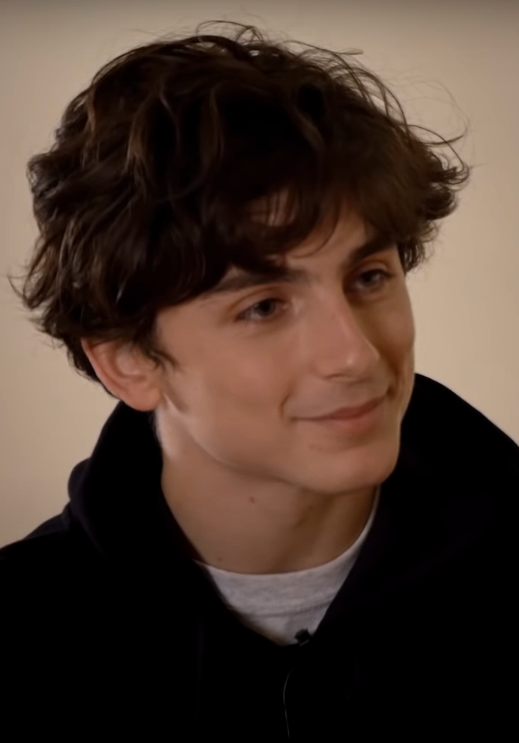
Timothée Chalamet lors d'une interview en 2019.

Il change radicalement d’univers en signant le premier rôle de la fresque de science-fiction Dune. Il y reprend le rôle de Paul Atreides dans l’adaptation des romans de Frank Herbert par le cinéaste québécois Denis Villeneuve. Il est en tête d’une distribution d’acteurs, qui réunit entre autres la mannequin et chanteuse Zendaya et l’actrice Rebecca Ferguson, qui joue sa mère. Le film est un véritable défi technique, car il nécessite de nombreux décors et effets spéciaux pour se rapprocher au plus près de la description des romans. Le film est une franche réussite commerciale, car il rapporte 402 millions de dollars à travers le monde. Ce premier volet reçoit des critiques positives, qui le comparent même au phénomène provoqué par la franchise Star Wars dans les années 1980. Il est ensuite un temps envisagé dans le rôle du macabre Oliver dans le film noir Saltburn d'Emerald Fennell puis le rôle du gladiateur romain Lucius dans Gladiator 2 de Ridley Scott. Contraint par son emploi du temps, le premier rôle échoit finalement à Barry Keoghan tandis que le second est remporté par Paul Mescal.
En 2022, il participe au doublage du film d'animation Entergalactic, distribué par la plateforme Netflix, aux côtés des actrices Laura Harrier et Vanessa Hudgens. La même année, il présente à la Mostra de Venise sa seconde collaboration avec son réalisateur fétiche Luca Guadagnino, Bones and All. Le film retrace le road trip à travers les États-Unis d'un jeune couple aux tendances cannibales. Ce rôle dévoile une facette plus sombre du comédien. Pour le jeune acteur, Bones and All est une fable sur l'effondrement de la société moderne malmenée par les réseaux sociaux. À l'instar d'un autre film présenté la même année à Venise, Blonde, la seconde collaboration entre Luca Guadagnino et Timothée Chalamet suscite la controverse à sa sortie en raison de son sujet sensible. Il reçoit de même des critiques très contrastées. Dans son papier, le magazine Vogue estime que « Timothée Chalamet, qui excelle dans les rôles de personnages nerveux et réservés, il campe un Lee qui va progressivement baisser sa garde. Ni pitoyable ni spécialement charmeur, il se montre ici essentiellement sous un jour vulnérable et amoureux ». Le journal américain The Telegraph le compare à River Phoenix pour sa justesse de ton. Le site Écran Large juge quant à lui sa performance « impeccable ».

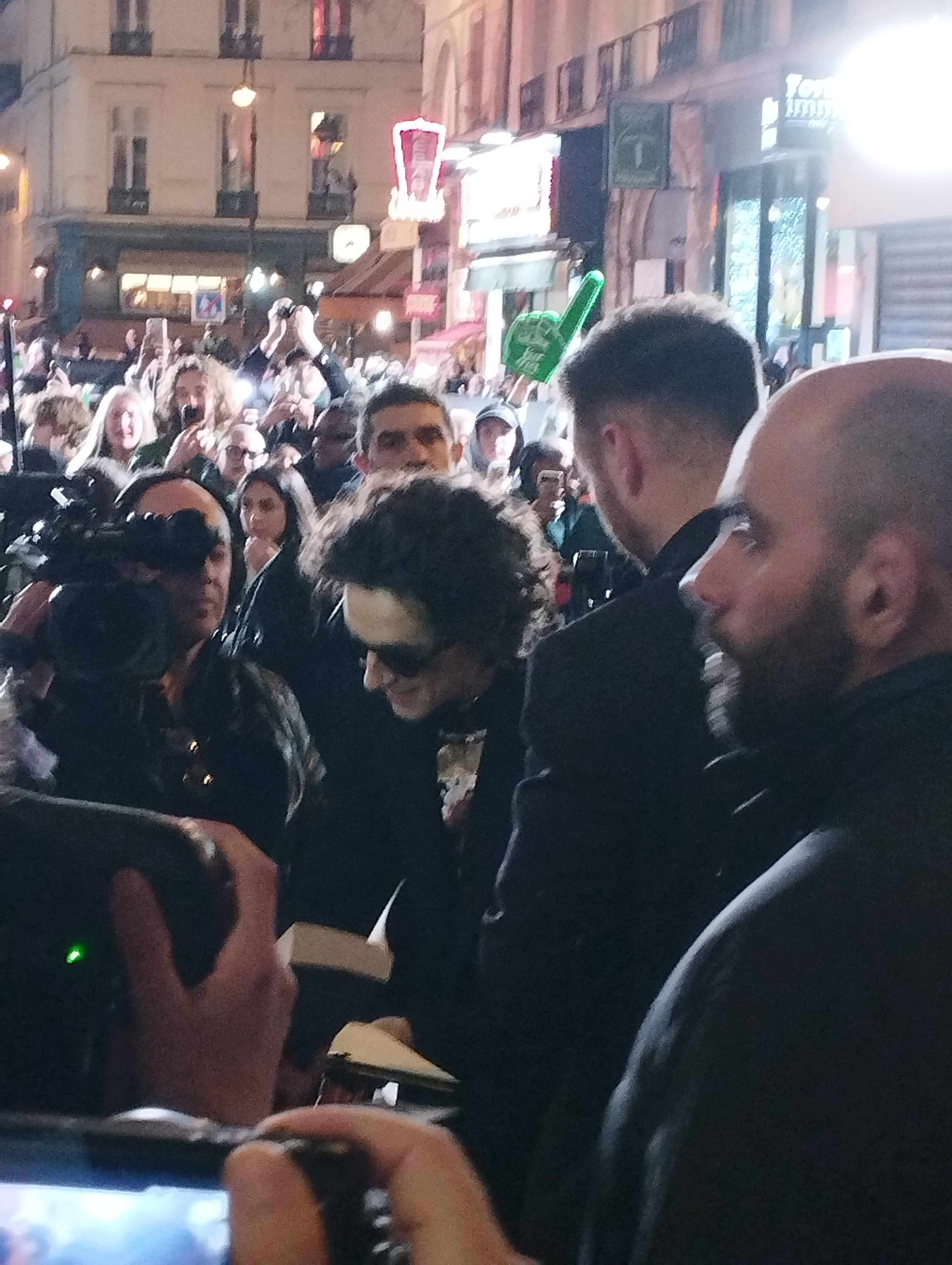
Timothée Chalamet à l'avant-première de Dune, deuxième partie au Grand Rex en février 2024.

L'année suivante le voit endosser le rôle du loufoque Willy Wonka à l'occasion d’un film musical sur les origines du personnage créé par Roald Dahl, coécrit et réalisé par le Britannique Paul King. Il devient de ce fait le troisième acteur à incarner ce rôle après Gene Wilder et Johnny Depp. D'abord sceptique quand Paul King vient lui proposer le rôle, il décide d'accepter le rôle en lisant les premières pages du scénario. L'acteur poursuit dans un entretien être un grand fan des comédies musicales et des films de Fred Astaire et Ginger Rogers, ce qui renforce son envie d'accepter le rôle. Il vient ainsi coiffer au poteau son rival Tom Holland, un temps évoqué. L'acteur ne passe aucune audition pour le rôle. Pour les besoins du rôle, Timothée suit un entrainement physique intensif composé de danse et de chant. C’est ainsi lui qui interprète ses propres chansons et exécute ses propres chorégraphies. De même, il prend quelques kilos sur le tournage en raison d'une scène où il doit manger et se baigner dans une cuve remplie de vrai chocolat. Prévu à l'origine deux ans plus tôt, le film connaît un tournage rapide mais une postproduction compliquée en raison de la pandémie de Covid-19 et la grève des acteurs et scénaristes qui a lieu quelques mois auparavant[réf. nécessaire]. Sur ce film, le jeune acteur donne la réplique à l’humoriste Rowan Atkinson, l'actrice oscarisée Olivia Colman et l'acteur et danseur spécialiste des comédies-musicales Keegan-Michael Key. Le film sort durant la période des fêtes de Noël aux États-Unis comme en Europe. Les premières critiques dévoilées à ce moment-là sont unanimes quant à la performance de Timothée Chalamet, certains papiers assurant même qu'il s'agit d'une des meilleures performances de l'artiste, quand d'autres qualifient le film de « classique instantané ». Sa performance lui vaut une troisième nomination aux Golden Globes.
En février 2024, sort Dune, deuxième partie, tourné directement après la promotion du premier film, et dans lequel il reprend le rôle de Paul Atreides, toujours réalisé par Denis Villeneuve. Le tournage a lieu en Hongrie mais se révèle complexe en raisons des scènes d'action. Ce film donne l'opportunité au comédien de donner la réplique à Austin Butler, avec qui il tourne pour la première fois.
Parallèlement à sa collaboration avec le réalisateur québécois, il débute le tournage d'un film biographique consacré au chanteur Bob Dylan, Un parfait inconnu. Chapeauté par le réalisateur James Mangold, l'acteur interprète lui-même les chansons du film. Ce film signe sa seconde collaboration avec l'actrice Elle Fanning, qu'il retrouve quatre ans après Un jour de pluie à New York,, avant d'enchaîner avec le tournage du film Marty Supreme de Josh Safdie, dans lequel il interprète un autre personnage célèbre, le joueur de tennis de table Marty Reisman. Au casting, il est entouré des actrices Gwyneth Paltrow et Fran Drescher. Pour son interprétation du chanteur Bob Dylan, l'acteur reçoit sa 2e nomination à l'Oscar du meilleur acteur et sa 4e nomination aux Goldens Globes.

### Vie privée

#### Famille et relations
Au lycée public LaGuardia, il rencontre Lourdes Leon, fille de la chanteuse Madonna et du coach sportif Carlos Leon, dont il partage la vie entre 2013 et 2015.
Entre 2018 et 2020, il est en couple avec l'actrice franco-américaine Lily-Rose Depp, fille de la chanteuse et actrice Vanessa Paradis et de l'acteur Johnny Depp, qu'il a rencontrée sur le tournage du film Le Roi,.
Il a ensuite une brève histoire avec l'artiste et mannequin mexicaine Eiza González, qui se termine en décembre 2020.
Depuis 2023, Timothée Chalamet est en couple avec la star de télé-réalité et femme d'affaires Kylie Jenner. Ils vivent à Beverly Hills, dans une villa acquise en novembre 2022 par le comédien qui appartenait naguère au mannequin Kate Upton.
Il est un ami de longue date de l'acteur Ansel Elgort et de l'acteur et humoriste Stéphane Bak.
S'il vit essentiellement aux États-Unis, Timothée Chalamet déclare se sentir plus à l'aise en France ; les moments qu'il y a passés au cours de son enfance à l'occasion de vacances auraient contribué à lui donner le sens de l'observation.

#### Passions
Passionné depuis son enfance de football, il soutient l'équipe de l'AS Saint-Étienne,,. Il est également un supporter de l'équipe de basket-ball des Knicks de New York.
Il aime la musique hip-hop et considère le rappeur Kid Cudi comme sa plus grande inspiration de carrière, aux côtés des acteurs Leonardo DiCaprio, Joaquin Phoenix, et Heath Ledger. Il est également fan du rappeur Kanye West et de la chanteuse Beyoncé.

#### Engagements

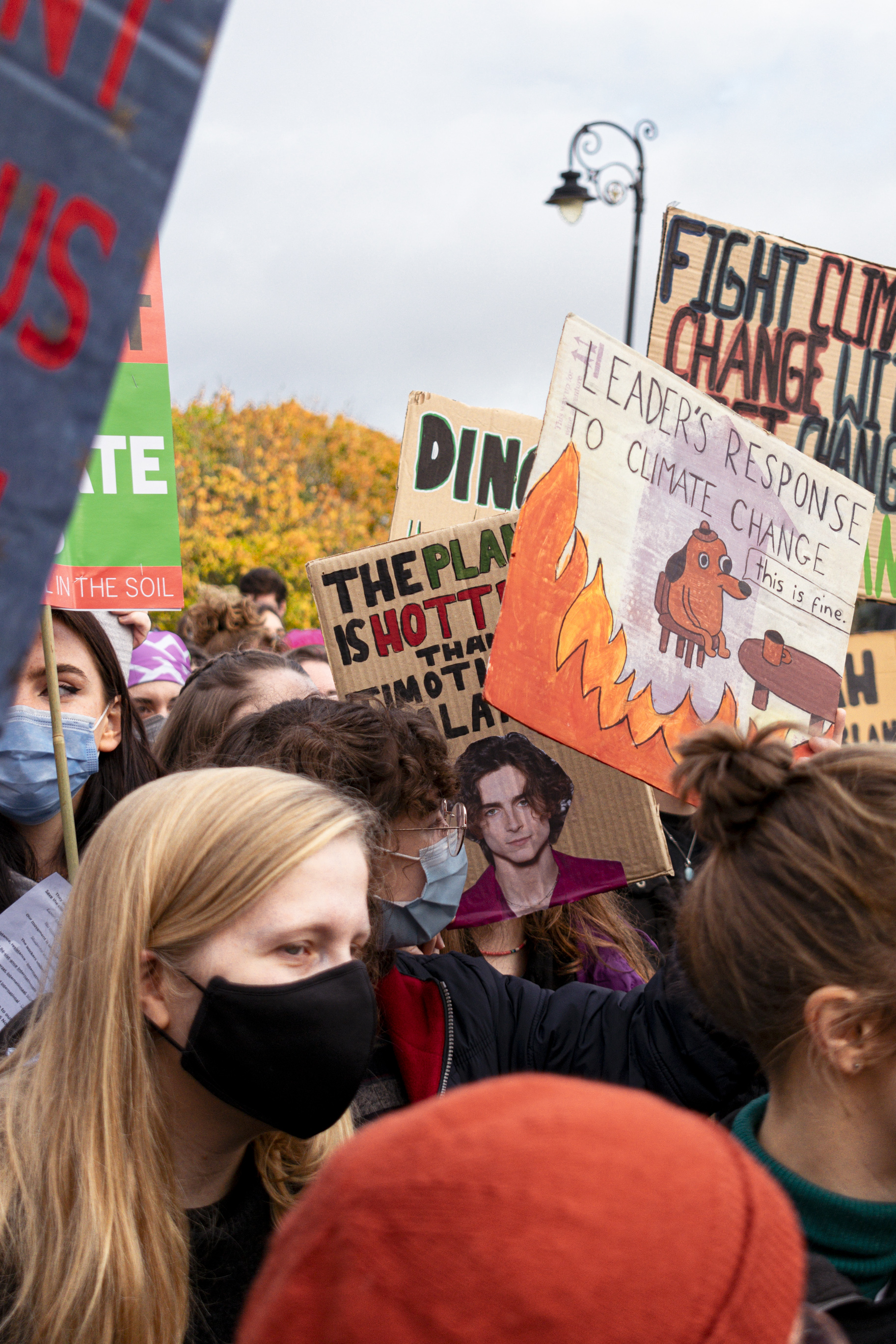
Pancarte à l'effigie de Timothée Chalamet lors d'une manifestation de la COP 26 pour le climat, en novembre 2021, avec pour inscription : The planet is hotter than Timothée Chalamet (La planète est plus chaude que Timothée Chalamet).

En 2017, en plein tournage d'Un jour de pluie à New York de Woody Allen, des accusations d'agression sexuelle visant le réalisateur du long-métrage réapparaissent dans l'actualité. Timothée Chalamet, ainsi que ses camarades de jeu Rebecca Hall, Selena Gomez et Griffin Newman (en), déclarent alors ne pas vouloir tirer profit de cette collaboration et décident de reverser en totalité leurs cachets aux associations Time's Up, le centre LGBT de New York et Rape, Abuse & Incest National Network. Il soutient à partir de ce moment le mouvement MeToo. En 2020, Woody Allen l'accuse dans ses mémoires de l'avoir dénoncé pour ne pas réduire ses chances de recevoir un Oscar,.
Le 4 juin 2020, il participe discrètement à la marche en mémoire de George Floyd, afro-américain interpellé puis tué quelques jours plus tôt par plusieurs policiers pour avoir roulé en état d'ivresse, en contestation des violences policières aux États-Unis, l'acteur se déclarant favorable au contrôle des armes à feu.
En octobre de la même année, dans le contexte de l'élection présidentielle américaine, il participe au vote anticipé à New York. Le mois d'après, il se rend à une célébration de l'élection du candidat démocrate Joe Biden.
Il collabore en 2021 avec le créateur Haider Ackermann pour concevoir un sweat-shirt à capuche dont 100 % des bénéfices seront reversés à l'organisation française Afghanistan Libre, centrée sur la préservation des droits des femmes en Afghanistan.
L'acteur se déclare sensible aux enjeux du climat.
Le 11 novembre 2023, il réalise, avec le groupe d'humoristes new-yorkais Please Don't Destroy, un sketch dans lequel il se met dans la peau d'un musicien mal-aimé et suicidaire dont le nom du groupe est « Hamas », moquant ainsi l'organisation islamiste éponyme, à la suite des attaques terroristes qu'elle a perpétrées le 7 octobre 2023 en Israël. Les retours sur ce sketch sont partagés sur les réseaux sociaux, certains accusant l'acteur de soutenir la politique ultra-conservatrice du gouvernement israélien et de minimiser la situation humanitaire à Gaza. Il finit par réagir quelques jours plus tard en affirmant son impartialité sur le sujet : « Parfois, la comédie est vraiment le seul moyen de dépasser le tragique. Je suis de tout cœur avec tous ceux dont la vie a été détruite cette semaine. Mais ce soir, je vais faire ce que j'ai toujours fait face à la tragédie, à savoir essayer d'être drôle. »,.

## Filmographie

### Longs métrages

#### Années 2010
- 2014 : Men, Women and Children de Jason Reitman : Danny Vance
- 2014 : Interstellar de Christopher Nolan : Tom Cooper, jeune
- 2014 : Worst Friends (en) de Ralph Arend : Sam, jeune
- 2015 : One & Two (en) d'Andrew Droz Palermo : Zac
- 2015 : Beyond Lies (The Adderall Diaries) de Pamela Romanowsky : Stephen Elliott, jeune
- 2015 : Noël chez les Cooper (Love the Coopers) de Jessie Nelson : Charlie Cooper
- 2016 : Miss Stevens de Julia Hart : William Mitman
- 2017 : Call Me by Your Name de Luca Guadagnino : Elio Perlman
- 2017 : Chaudes nuits d'été (Hot Summer Nights) de Elijah Bynum : Daniel Middleton
- 2017 : Lady Bird de Greta Gerwig : Kyle Scheible
- 2017 : Hostiles de Scott Cooper : Philippe DeJardin
- 2018 : My Beautiful Boy (Beautiful Boy) de Felix Van Groeningen : Nicholas « Nic » Sheff
- 2019 : Un jour de pluie à New York (A Rainy Day in New York) de Woody Allen : Gatsby Welles
- 2019 : Le Roi (The King) de David Michôd : Henry V
- 2019 : Les Filles du docteur March (Little Women) de Greta Gerwig : Theodore « Laurie » Laurence

#### Années 2020
- 2021 : The French Dispatch de Wes Anderson : Zeffirelli B.
- 2021 : Dune de Denis Villeneuve : Paul Atréides
- 2021 : A Man Named Scott de Robert Alexander : lui-même (documentaire)
- 2021 : Don't Look Up : Déni cosmique (Don't Look Up) d'Adam McKay : Yule
- 2022 : Bones and All de Luca Guadagnino : Lee
- 2022 : Entergalactic de Fletcher Moules : Jimmy (voix)
- 2023 : Wonka de Paul King : Willy Wonka
- 2024 : Dune, deuxième partie (Dune: Part Two) de Denis Villeneuve : Paul Atréides
- 2024 : Un parfait inconnu (A Complete Unknown) de James Mangold : Bob Dylan (également producteur)
- 2025 : Marty Supreme de Josh Safdie (également producteur) : Marty Mauser

### Courts métrages
- 2008 : Sweet Tooth de Rory Kindersley et Jason Noto : Samuel
- 2008 : Clown de Tate Steinsiek : le garçon clown
- 2013 : Statistics de lui-même : Lil Timmy Tim
- 2014 : Spinners de Erik L. Barnes : Jace
- 2017 : Great Performers: Horror Show de Floria Sigismondi : le cannibale
- 2021 : Cadillac: How Do You Drive with Scissorhands? de David Shane : Edgar Scissorhands (court métrage publicitaire)

### Télévision

#### Téléfilms
- 2009 : Un mariage de raison (Loving Leah) de Jeff Bleckner : Jake Lever, jeune

#### Séries télévisées
- 2009 : New York, police judiciaire (Law and Order) : Eric Foley (saison 19, épisode 10)
- 2012 : Royal Pains : Luke (saisons 3 et 4, 4 épisodes)
- 2012 : Homeland : Finn Walden (récurrent, saison 2)
- 2020 : We Are Who We Are : un passant (caméo non crédité - épisode 3)
- 2020 - 2021 : Saturday Night Live : plusieurs personnages (saison 46, épisodes 8 et 17)

## Théâtre

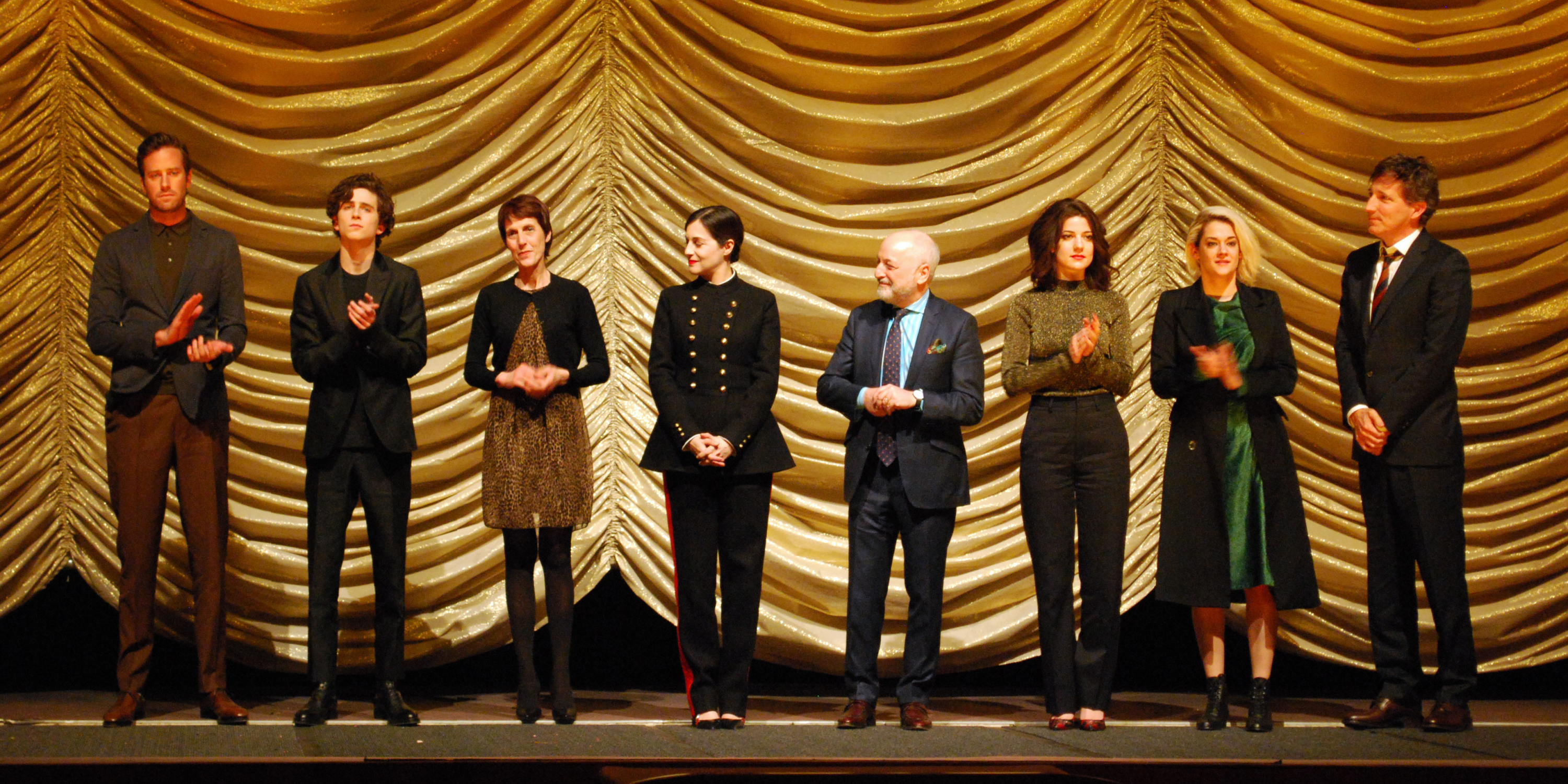
Timothée Chalamet (deuxième en partant de la gauche) et le casting du film Call Me by Your Name à la Berlinale 2017.

- 2011 : The Talls de Anna Kerrigan : Nicholas Clarke[87]
- 2012 : Sweet Charity de Neil Simon, mise en scène par Harry Shifman : Oscar Lindquist
- 2016 : Prodigal Son, mise en scène par John Patrick Shanley : Jim Quinn
- 2020 : 4000 Miles d'Amy Herzog (en), mise en scène par Matthew Warchus

## Distinctions
Sauf indication contraire, les informations mentionnées dans cette section peuvent être confirmées par la base de données cinématographiques IMDb,  présente dans la section « Liens externes ».

### Récompenses
- London Film Critics' Circle Awards 2018 : acteur de l'année pour Call Me by Your Name
- Los Angeles Film Critics Association Awards 2018 : Meilleur acteur pour Call Me by Your Name
- New York Film Critics Circle Awards 2018 : meilleur acteur pour Call Me by Your Name
- Florida Film Critics Circle Awards 2018 : meilleur acteur pour Call Me by Your Name
- Chicago Film Critics Association Awards 2018 : meilleur acteur pour Call Me by Your Name
- Austin Film Critics Association Awards 2018 : meilleur acteur pour Call Me by Your Name
- Festival du film de Hollywood 2018 : meilleure révélation masculine de l'année pour Call Me by Your Name
- Film Independent's Spirit Awards 2018 : meilleur acteur pour Call Me by Your Name
- Hollywood Film Awards 2018 : meilleur acteur dans un second rôle pour Call Me by Your Name
- SAG Awards 2025 : Screen Actors Guild Award du meilleur acteur pour Un parfait inconnu

### Nominations
- Oscars du cinéma 2018 : meilleur acteur pour Call Me by Your Name
- Golden Globes 2018 : meilleur acteur dans un film dramatique pour Call Me by Your Name
- British Academy Film Awards 2018 : meilleur acteur pour Call Me by Your Name
- Critics' Choice Movie Awards 2018 : meilleur acteur pour Call Me by Your Name
- Teen Choice Awards 2018 : meilleur acteur dramatique pour Lady Bird
- A ACTA Awards 2019 : meilleur acteur dans un second rôle pour My Beautiful Boy
- Golden Globes 2019 : meilleur acteur dans un second rôle pour My Beautiful Boy
- British Academy Film Awards 2019 : meilleur acteur dans un rôle secondaire pour My Beautiful Boy
- Screen Actors Guild Awards 2019 : meilleur acteur dans un second rôle pour My Beautiful Boy
- Australian Academy of Cinema and Television Arts Awards 2019 : meilleur acteur pour Le Roi
- Golden Globes 2024 : meilleur acteur dans un film musical ou comédie pour Wonka
- Golden Globes 2025  : meilleur acteur dans un film dramatique pour Un parfait inconnu
- Oscars 2025 : meilleur acteur pour Un parfait inconnu

## Voix francophones
En version française, Gabriel Bismuth-Bienaimé est la première voix régulière de Timothée Chalamet, le doublant dans Homeland, Interstellar, Call Me by Your Name et The French Dispatch. Parallèlement, l'acteur est doublé par Mathéo Gare dans Men, Women and Children, Jonathan Burteaux dans Chaudes nuits d'été, Django Schrevens dans Lady Bird, Baptiste Mège dans Hostiles, Alexis Gilot dans My Beautiful Boy et Les Filles du docteur March ou encore par Loïc Mobihan dans Le Roi. Depuis le film Un jour de pluie à New York, Gauthier Battoue est la voix régulière de l'acteur, le retrouvant notamment dans Dune, Don't Look Up, Bones and All, Dune, deuxième partie, Wonka (où c'est néanmoins Robin Morgenthaler qui assure la partie chantée) et Un parfait inconnu.
En version québécoise, l'acteur est doublé par Nicolas Poulin dans Noël chez les Cooper, Nicolas Bacon dans Lady Bird, ainsi que par Xavier Dolan dans Un garçon magnifique, Les Quatre Filles du docteur March et Dune.